# Have I Offended Someone?
Have I Offended Someone? kompilacijski je album američkog glazbenika Franka Zappe, koji izlazi postumno u travnju 1997.g. 
Ova kompilacija sadrži Zappine čuvene skladbe koje su bile napadačkog i uvredljivog tipa, a u čestom slučaju satirične i parodične. Većina skladbi na kompilacije je bila i ranije dostupna na albumima ali gotovo su sve obrađene i remixane. Verzija uživo skladbe "Dumb All Over" premijerno je snimljena za ovu kompilaciju. Skladba snimljena 1984. "Tinsel Town Rebellion" isto je premijerno stavljena na ovu kompilaciju, prije kućnog video uratka Does Humor Belong in Music?.
Omot albuma ilustrirao je alternativni slikar Ralph Steadman.

## Popis pjesama
Sve pjesme napisao je Frank Zappa, osim gdje je drugačije naznačeno.
1. "Bobby Brown Goes Down" – 2:43
2. "Disco Boy" – 4:23
3. "Goblin Girl" – 4:19
4. "In France" – 3:30
5. "He's So Gay" – 2:45
6. "SEX" – 3:44
7. "Titties 'n Beer" – 4:37
8. "We're Turning Again" – 4:56
9. "Dumb All Over" – 5:43
10. "Catholic Girls" – 3:51
11. "Dinah-Moe Humm" – 7:14
12. "Tinsel Town Rebellion" – 4:24
13. "Valley Girl" – 4:50 (Frank Zappa/Moon Unit Zappa)
14. "Jewish Princess" – 3:15
15. "Yo Cats" – 3:32 (Frank Zappa/Tommy Mariano)

## Vanjske poveznice
- Detalji o remixsu skladbi  Arhivirana inačica izvorne stranice od 24. ožujka 2008. (Wayback Machine)
- Informacije na Lyricsu